# Sylvie Genty
Pour les articles homonymes, voir Genty.
Sylvie Genty est une actrice et écrivaine française, née le 12 novembre 1951 dans le 11e arrondissement de Paris et morte le 16 décembre 2022 dans le 18e arrondissement de Paris.
Très active dans le doublage, elle est notamment l'une des voix françaises régulières de Sigourney Weaver. Elle est également l'autrice de la pièce de théâtre La Palatine ou les Jours de rien (1994), d'après la correspondance de la princesse Palatine,.

## Biographie

### Jeunesse et études
Sylvie Genty naît le 12 novembre 1951 à Paris. Elle se forme en tant que comédienne au Conservatoire de Nice de 1968 à 1970, tout en faisant ses débuts sur scène dans Dialogues des carmélites de Georges Bernanos au théâtre de Nice que vient de créer Gabriel Monnet. Après plusieurs productions dans cette salle dont une adaptation du Candide de Voltaire dirigée par Guy Lauzin, elle intègre le Conservatoire national supérieur d'art dramatique de 1972 à 1975. Jacques Rosner en prend la direction en 1974. Ayant supprimé le concours de sortie (ce qui empêche les élèves d'intégrer automatique la Comédie-Française), il propose à Sylvie Genty d'intégrer la troupe du Jeune Théâtre national au théâtre des Bouffes-du-Nord.

### Carrière
À la télévision, elle est surtout connue pour son rôle de maître Bataille dans la série télévisée Tribunal (1990-93). Son mari Bernard Larmande, lui, incarne le maître Labrousse.

### Décès
Elle meurt le 16 décembre 2022 à Paris 18e.

### Vie privée
Mariée au comédien Bernard Larmande, elle est la mère d'Adrien Larmande, comédien spécialisé dans le doublage.

## Théâtre
- 1969 : Dialogues des carmélites de Georges Bernanos, adaptation Albert Béguin et Marcelle Tassencourt, théâtre de Nice : sœur Valentine
- 1970 : La Nuit des rois de William Shakespeare, adaptation Nicole et Jean Anouilh, mise en scène Jean Marcy, théâtre de Nice : Olivia
- 1971 : Candide d'après Voltaire, adaptation Richard Monod, mise en scène Guy Lauzin, théâtre de Nice : la marquise
- 1972 : Le Poète assassiné d'après Guillaume Apollinaire, adaptation Charles Caunant, Jean-Claude Monnet et Jacques Bensmise en scène Charles Caunant, théâtre de Nice : Tristouse
- 1972 : La Tempête de Shakespeare, mise en scène Gabriel Monnet, théâtre de Nice : Ariel
- 1972 : La Drôlesse de Sylvain Itkine et Pierre Fabre : Moll Cutpurse
- 1972 : Boeing Boeing de Marc Camoletti : l'hôtesse américaine
- 1974 : Oncle Vania d'Anton Tchekhov, mise en scène Gabriel Monnet, théâtre de Nice et tournée : Elena Andreevna
- 1975 : Othon de Corneille, mise en scène Jean-Pierre Miquel, Théâtre national de l'Odéon : Camille
- 1975 : Les Prodiges de Jean Vauthier, mise en scène Jacques Rosner, théâtre des Bouffes-du-Nord : Gilly
- 1975 : Le Bel Été d'après Cesare Pavese
- 1976 : La Double Inconstance de Marivaux, mise en scène Jacques Rosner, théâtre des Bouffes-du-Nord : Flaminia
- 1977 : L'Otage de Paul Claudel, mise en scène Guy Rétoré, théâtre de l'Est parisien : Sygne
- 1977 : Le Mariage de Figaro de Beaumarchais, mise en scène Arlette Téphany, centre d'action culturelle de Chelles : Suzanne
- 1978 : Jacky Paradis, comédie musicale de Jean-Michel Ribes : la dame en rose
- 1978 : Le Bonnet de fou de Luigi Pirandello, adaptation Michel Arnaud, mise en scène Robert Sireygeol, centre d'action culturelle de Chelles : Béatrice
- 1978 : Le Malade imaginaire de Molière, mise en scène Marcel Maréchal, Nouveau Théâtre national de Marseille (La Criée) : Béline
- 1982 : Les Trois Mousquetaires de François Bourgeat, Pierre Laville et Marcel Maréchal d'après Alexandre Dumas, , mise en scène Marcel Maréchal, La Criée
- 1982 : L'Échange de Paul Claudel, mise en scène Armand Delcampe, Atelier théâtral de Louvain-la-Neuve : Marthe
- 1986 : Poussière pourpre de Seán O'Casey, adaptation Denise Bonal, mise en scène Guy Rétoré, théâtre de l'Est parisien : Ré
- 1987 : Monte-Cristo d'Alexandre Dumas, adaptation Jacques Weber, théâtre de Nice : Mercedes
- 1988 : La Résistible Ascension d'Arturo Ui de Bertolt Brecht, mise en scène Guy Rétoré, théâtre de l'Est parisien
- 1990 : Crime et Châtiment d'après Fiodor Dostoïevski, adaptation Jean-Claude Amyl, mise en scène Jean-Claude Amyl, théâtre 14
- 1991 : Peter Pan, comédie musicale de Carolyn Leigh et Mark Charlap, adaptation et mise en scène Alain Marcel, Casino de Paris : Mme Darling
- 1994 : Du vent dans les branches de sassafras de René de Obaldia, mise en scène Arlette Téphany, La Limousine : Mme Rockfeller
- 1994 : La Palatine ou les Jours de rien de Sylvie Genty et Philippe Bouclet, mise en scène Philippe Bouclet, théâtre de Nice : la princesse Palatine
- 1995 : Le Faiseur d'Honoré de Balzac, adaptation Jean-Marie Bernicat, mise en scène Françoise Petit, théâtre des Célestins : Mme Mercadet
- 2008 : Trazom, comédie musicale de Dorine Hollier et Frédéric Dunis, théâtre des Variétés : Regina Della Notte
- 2012 : La Femme du boulanger de Marcel Pagnol d'après Jean Giono, mise en scène Alain Sachs, théâtre Hébertot : Miette
- 2014 : Angèle d'après Marcel Pagnol et Jean Giono, adaptation Louis Feyrabend, mise en scène Yves Pignot, tournée : Philomène[6]

- La Boutique de Jeannine Worms
- Sainte Jeanne des Abattoirs de Bertolt Brecht
- Le Graal de Florence Dela et Jacques Roubault : Morgane
- Les Trois Sœurs d'Anton Tchekhov : Macha[7]
- La Dame aux camélias d'Alexandre Dumas fils : Marguerite Gautier
- Fin de siècle  de Jacques Téphany
- La Colère d'Achille de Jacques Téphany : Hélène de Troie
- Wallenstein de Schiller : la comtesse Tersky
- Phèdre de Racine : Phèdre
- Monsieur Songe de Robert Pinget : Siso
- Phèdre de Racine : Œnone
- Le Pélican d'August Strindberg : la mère
- Les Tables tournantes d'après Victor Hugo : Adèle Hugo

## Filmographie

### Cinéma
- 1992 : Betty de Claude Chabrol

### Télévision
- 1981 : La Vie des autres (1 épisode)
- 1982 : Emmenez-moi au théâtre : Phèdre : Panope
- 1985 : La Sorcière de Couflens : Suzanne
- 1990-1993 : Tribunal : maître Bataille (16 épisodes)
- 1991 : Cas de divorce : Valérie Corneille (1 épisode)
- 1991 : C'est quoi, ce petit boulot ? : Mme Pathelot
- 1992 : Beaumanoir : Maddy Fonroque
- 1992 : Racket au lycée : la mère de Laurent
- 1996 : Petit : la directrice de la banque
- 1998 : Bonnes Vacances : Sophie Bergelin
- 2000 : Deux Frères : l'infirmière
- 2000 : Alice Nevers : Le juge est une femme : Mme Dupuis (1 épisode)
- 2001 : Margaux Valence : Le Secret d'Alice
- 2001 : Vent de poussières : Isabelle Béguède
- 2002 : Avocats et Associés : Suzanne Victor (1 épisode)
- 2002 : L'Aube insolite de Claude Grinberg : mère Raffin
- 2002 : Boulevard du Palais : le médecin du travail (1 épisode)
- 2004 : Quai n° 1 : Émilienne (1 épisode)
- 2004 : Navarro, épisode La Foire aux sentiments (16.5) de Patrick Jamain : Marlène Vanecker
- 2005 : Julie Lescaut, épisode Faux Semblants (14.4) d'Alain Wermus : Jeanine Morin

- 2006 : Navarro, épisode Adolescence brisée (19.1) de Philippe Davin : Mme Fortin
- 2009 : L'Île des bienheureux : la patronne du bar

- 2010 : Les Châtaigniers du désert : Marguerite (2 épisodes)
- 2012 : Profilage : Caroline Deblock (1 épisode)
- 2014 : Détectives, épisode Frères ennemis (2.36) : Solange Destivelle
- 2022 : Vise le cœur de Vincent Jamain : Suzanne Kovalski

## Doublage

### Cinéma

#### Films
- Sigourney Weaver dans (9 films) :
  - Avatar (2009) : Dr Grace Augustine
  - Identité secrète (2011) : Dr Geraldine Bennett
  - Rampart (2011) : Joan Confrey
  - La Cabane dans les bois (2012) : la directrice
  - Red Lights (2012) : Margaret Matheson
  - Exodus: Gods and Kings (2014) : Touya
  - Quelques minutes après minuit (2016) : Grand-mère
  - The Meyerowitz Stories (2017) : elle-même
  - Avatar : La Voie de l'eau (2022) : Dr Grace Augustine

- Ellen Burstyn dans (5 films) :
  - The Fountain (2006) : Dr Lillian Guzetti
  - The Wicker Man (2006) :
  - Adaline (2015) : Flemming
  - The Tale (2018) : Nadine « Nettie » Fox (version Boulevard des Productions)
  - Lucy in the Sky (2019) : Nana Holbrook

- Penelope Wilton dans (4 films) : 
  - Le Cercle littéraire de Guernesey (2018) : Amelia Maugery
  - Downton Abbey (2019) : Lady Isabelle Grey
  - La Ruse (2021) : Hester Leggett
  - Downton Abbey 2 : Une nouvelle ère (2022) : Lady Isabelle Grey

- Jacki Weaver dans (3 films) : 
  - Parkland (2013) : Marguerite Oswald
  - Bird Box (2018) : Cheryl
  - Pom-Pom Ladies (2019) : Sheryl

- Hallie Foote (en) dans :
  - Paranormal Activity 3 (2011) : Grand-mère Lois
  - Paranormal Activity 5 : Ghost Dimension (2015) : Grand-mère Lois

- Marion Bailey dans :
  - Mr. Turner (2014) : Sophia Booth
  - Alliés (2016) : Mme Sinclair

- Kristin Griffith (en) dans :
  - Le Diable, tout le temps (2020) : Emma
  - Dans les angles morts (2021) : Audrey Claire
- 1981[8] : 13 Morts et demi : ? (?)
- 2002 : Les Aventures de Mister Deeds : Jan (Conchata Ferrell)
- 2002 : L'Importance d'être Constant : Lady Bracknell (Judi Dench)
- 2003 : Peter Pan : Tante Millicent (Lynn Redgrave)
- 2004 : Un Noël de folie ! : Jude Becker (Bonita Friedericy)
- 2005 : Æon Flux : Handler (Frances McDormand)
- 2005 : Melissa P. : Nonna Elvira (Geraldine Chaplin)
- 2005 : Mémoires d'une geisha : narration de Sayuri (Shizuko Hoshi)
- 2005 : La vie secrète des mots : Inge (Julie Christie)
- 2006 : La Nuit au musée : Debbie (Anne Meara)
- 2006 : She's the Man : la professeur de sciences (Patricia Idlette)
- 2006 : Miss Potter : Helen Potter (Barbara Flynn)
- 2007 : Erik Nietzsche, mes années de jeunesse : Katrine Bonfils (Bodil Jørgensen)
- 2008 : Dark World : Margaret Bryant (Susannah York)
- 2009 : Julie et Julia : Louisette Bertholle (Helen Carey)
- 2009 : Terminator Renaissance : Virginia (Jane Alexander)
- 2009 : Bright Star : Mme Brawne (Kerry Fox)
- 2010 : The Social Network : la présidente du conseil d'administration (Pamela Roylance)
- 2011 : Hugo Cabret : Mme Émilie (Frances de la Tour)
- 2011 : Millénium : Les Hommes qui n'aimaient pas les femmes : Cecilia Vanger (Geraldine James)
- 2013 : Texas Chainsaw 3D : Verna Carson (Marilyn Burns)
- 2014 : Sex Tape : Linda (Nancy Lenehan)
- 2015 : Colonia : Gisela (Richenda Carey)
- 2015 : Heidi : Grand-mère Sesemann (Hannelore Hoger)
- 2015 : La Fabuleuse Gilly Hopkins : Maime Trotter (Kathy Bates)
- 2016 : Star Trek : Sans limites : Commodore Paris (Shohreh Aghdashloo)
- 2016 : Une vie entre deux océans : Violet Graysmark (Jane Menelaus)
- 2017 : L'Échappée belle : Ella Spencer (Helen Mirren)
- 2018 : Mariage à Long Island : ? (?)
- 2018 : Boy Erased : Dr Muldoon (Cherry Jones)
- 2018 : Un 22 juillet : l'avocate familiale (Turid Gunnes)
- 2018 : La Maladie du dimanche : Anabel (Susi Sánchez)
- 2018 : Yucatán : Carmen (Gloria Muñoz)
- 2020 : All My Life : Margaret (Lara Grice)
- 2020 : Nomadland : Swankie (Charlene Swankie)
- 2020 : Un dîner de folie : Helen (Jane Seymour)
- 2020 : La Vie devant soi : Mme Rosa (Sophia Loren)
- 2020 : The Wolf of Snow Hollow (en) : Carla (Anne Sward)
- 2021 : L'ultimo Paradiso : Ninetta (Anna Maria De Luca)
- 2021 : Toxique : la femme de la maison verte (Cristina Banegas)
- 2021 : Confessions d'une fille invisible : Djanira (Rosane Gofman)
- 2021 : La Protégée : ? (?)
- 2022 : Noël grâce à elle : Lady Sofia (Vera Fischer)
- 2022 : Le Livre de Catherine (en) : Morwenna (Lesley Sharp)
- 2022 : La Proie du diable : la Sœur Euphemia (Lisa Palfrey (en))
- 2022 : The Fabelmans : Tina Schildkraut (Robin Bartlett)
- 2022 : Nanny : Kathleen (Leslie Uggams)

#### Films d'animation
- 1937[9] : Blanche-Neige et les Sept Nains : la Reine
- 1957[10] : La Reine des neiges : la vieille dame, le corbeau femelle et la femme de Finlande
- 1977[11] : Le Dernier Pétale (court-métrage) : la vieille dame
- 2002 : Mickey, le club des méchants : Maléfique
- 2005 : Barbie Fairytopia : Laverna
- 2006 : Barbie : Mermaidia : Laverna
- 2007 : Barbie : Magie de l'arc-en-ciel : Laverna
- 2007 : Le Vilain Petit Canard et moi : la renarde
- 2012 : Ernest et Célestine : la grand-mère
- 2013 : Ma maman est en Amérique, elle a rencontré Buffalo Bill : la mamie
- 2018 : Flavors of Youth : la grand-mère de Xiao Ming

### Télévision

#### Téléfilms
- Anne Sward dans :
  - Romance secrète à Noël (2016) : Esther
  - Une femme sous surveillance (2017) : Helen Farnsworth
  - L'Ambassadrice de Noël (2018) : Ellen
- 2009 : Romance millésimée : Sophia Browning (JoBeth Williams)
- 2010 : La Vérité sur Jack : Melody Youk (Deborah Hedwall)
- 2012 : The Girl : Peggy Robertson (Penelope Wilton)
- 2015 : Kidnappée par mon oncle : Sara (Lynn Milano)
- 2016 : 10 choses à faire pour un Noël parfait : Cathy (Susan Hogan)
- 2017 : Un voisin intrusif : Cheryl Dixon (Isabella Hofmann)
- 2017 : Petits meurtres et confidences : Rendez-vous meurtrier : Georgina Radley (Colleen Wheeler)
- 2018 : Coup de foudre sur une mélodie de Noël : Nella (Gwynyth Walsh)
- 2019 : Lycéenne parfaite pour crime parfait : Marge Moretti (P. Lynn Johnson)
- 2019 : Tout n'est qu'illusion : Ellen Snow (Mariette Hartley)
- 2019 : Quand Harry épouse Meghan : mariage royal : ? (?)
- 2019 : La Vie cachée de mon mari : Barbara Waldron (Mary Badham)
- 2021 : Une femme dans l'ombre : Charlotte Kler (Senta Berger)

#### Séries télévisées
- Isabella Hofmann (en) dans :
  - Flash (2015) : Clarissa Stein (3 épisodes)
  - Legends of Tomorrow (2016-2017) : Clarissa Stein (3 épisodes)
  - Supergirl (2017) : Clarissa Stein (saison 3, épisode 8)

- Jennifer Rhodes dans :
  - Charmed (1998-2006) : Penelope « Penny » Halliwell (14 épisodes)
  - Grey's Anatomy (2015) : Jean Dominy (saison 11, épisode 15)

- Dee Wallace dans :
  - Grimm (2014) : Alice (saison 3)
  - The Whispers (2015) : Willie Starling (épisodes 1 à 4)

- Jacqueline Antaramian (de) dans :
  - Forever (2015) : Zarina (épisode 15)
  - Homeland (2017 / 2020) : Dorit (3 épisodes)

- Marla Gibbs dans :
  - Scandal (2015) : Rose (saison 4, épisodes 11 et 15)
  - Grey's Anatomy : Station 19 (2018) : Edith (saison 1)

- Rebecca Front dans :
  - Humans (2015) : Vera (saison 1)
  - Avenue 5 (2020-2022) : Karen Kelly (17 épisodes)

- Amy Hill dans :
  - UnREAL (2015-2016) : Dr Wagerstein (14 épisodes)
  - Just Add Magic (2016-2019) : Ida « Mama P » Perez (47 épisodes)

- Sigourney Weaver dans :
  - The Defenders (2017) : Alexandra (mini-série)
  - Dark Crystal : Le Temps de la résistance (2019) : la narratrice du prologue (voix)

- 1999 : Passions : Dr Eve Russell (Tracey Ross (en))
- 2002-2006 : Half and Half : Big Dee Dee Thorne (Valarie Pettiford) (91 épisodes)
- 2004 : Farscape : Guerre pacificatrice : Muoma (Sandy Gore (en)) (mini-série)
- 2007 : Dexter : Gail (JoBeth Williams)
- 2007 : Desperate Housewives : l'infirmière (Lynette DuPree) (saison 3, épisode 14 et saison 4, épisode 9) et Dr Berman (Miriam Flynn) (saison 3, épisodes 14 et 17)
- 2008-2009 : Pushing Daisies : Mary, la Mère supérieure (Diana Scarwid) (saison 2)
- 2009-2011 : The Middle : la principale Larimer (Mary-Pat Green) (3 épisodes)
- 2009 / 2011 : Physique ou Chimie : Amelia Castiñeira (Marisa Cabezón) (3 épisodes)
- 2010 : Les Mystères de Haven : Eleanor Carr (Mary-Colin Chisholm (en)) (7 épisodes)
- 2010-2015 : Downton Abbey : Isabelle Crawley (Penelope Wilton) (52 épisodes)
- 2013 : Grimm : Dr Saunders (Linda Alper) (saison 3, épisode 6)
- 2013-2017 : Broadchurch : Maggie Radcliffe (Carolyn Pickles) (23 épisodes)
- 2014-2016 : Happy Valley : Helen Gallagher (Jill Baker (en)) (7 épisodes)
- 2015-2016 : Squadra criminale : Lucia Ferro (Monica Guerritore) (12 épisodes)
- 2016 : Les Médicis : Maîtres de Florence : Piccarda de Bueri (Frances Barber) (saison 1, épisodes 1 à 3)
- 2016 : Conviction : Harper Morrison (Bess Armstrong) (3 épisodes)
- 2016 : The Five : Julie Wells (Geraldine James) (mini-série)
- 2016 : House of Cards : Doris Jones (Cicely Tyson) (saison 4, épisodes 1 à 3)
- 2016 : NCIS : Los Angeles : Diane (Catherine Carlen) (saison 8, épisode 4)
- 2016-2018 : Shadowhunters : Imogen Herondale (Mimi Kuzyk) (7 épisodes)
- 2016-2020 : Empire : Leah Walker âgée (Leslie Uggams) (21 épisodes)
- 2016-2022 : Grace et Frankie : Arlene (Marsha Mason) (8 épisodes)
- 2017 : Monster : Ruth Arvola (Britt Langlie (no)) (5 épisodes)
- 2018-2019 : The Handmaid's Tale : La Servante écarlate : Holly Maddox (Cherry Jones) (3 épisodes)
- 2019 : The Bay : Margaret Foley (Tracie Bennett (en))
- 2019 : Black Summer : Barbara (Gwynyth Walsh) (saison 1)
- 2019 : Toi, moi et elle : Mme Trakarsky (Gabrielle Rose) (saison 4, épisodes 8 à 10)
- 2019-2022 : City on a Hill : Rosa Congemi (Catherine Wolf) (12 épisodes)
- 2020 : Nancy Drew : Patrice Dodd (Pamela Roylance) (saison 1)
- 2020-2022 : Trying : Jilly Newman (Marian McLoughlin) (11 épisodes)
- 2020-2022 : Dead to Me : Flo Gutierrez (Renée Victor) (3 épisodes)
- 2021 : Moi, Christiane F. : ? ( ? ) (mini-série)
- 2021-2022 : New York, crime organisé : Bernadette Stabler (Ellen Burstyn) (1re voix, saison 2)
- 2022 : Échos : Georgie Taylor (Celia Weston) (mini-série)
- 2022 : The Gilded Age : Mme Bauer (Kristine Nielsen (en)) (saison 1)
- 2022 : Sandman : L'Ancienne [Qui ?] (saison 1, épisode 11)
- 2022 : Une affaire privée : Doña Asunción (Ángela Molina) (8 épisodes)
- 2023 : The Last of Us : Mme Adler (Marcia Bennett) (saison 1, épisode 1)

#### Séries d'animation
- 2003-2009 : Pat et Stanley : tante Marthe
- 2009-2011 : Le Petit Nicolas : Mémé
- 2018-2021 : Anatole Latuile : Mme Latouche
- 2019 : Carole and Tuesday : Valerie Simmons

### Jeux vidéo
- 2002 : Kingdom Hearts : Maléfique
- 2006 : Kingdom Hearts 2 : Pimprenelle
- 2009 : James Cameron's Avatar: The Game : Marali
- 2023 : Starfield : Mary et voix additionnelles

### Fiction audio
- Alien III de William Gibson, (Audible, janvier 2020) : lieutenant Ellen L. Ripley.